# Carl Graeb

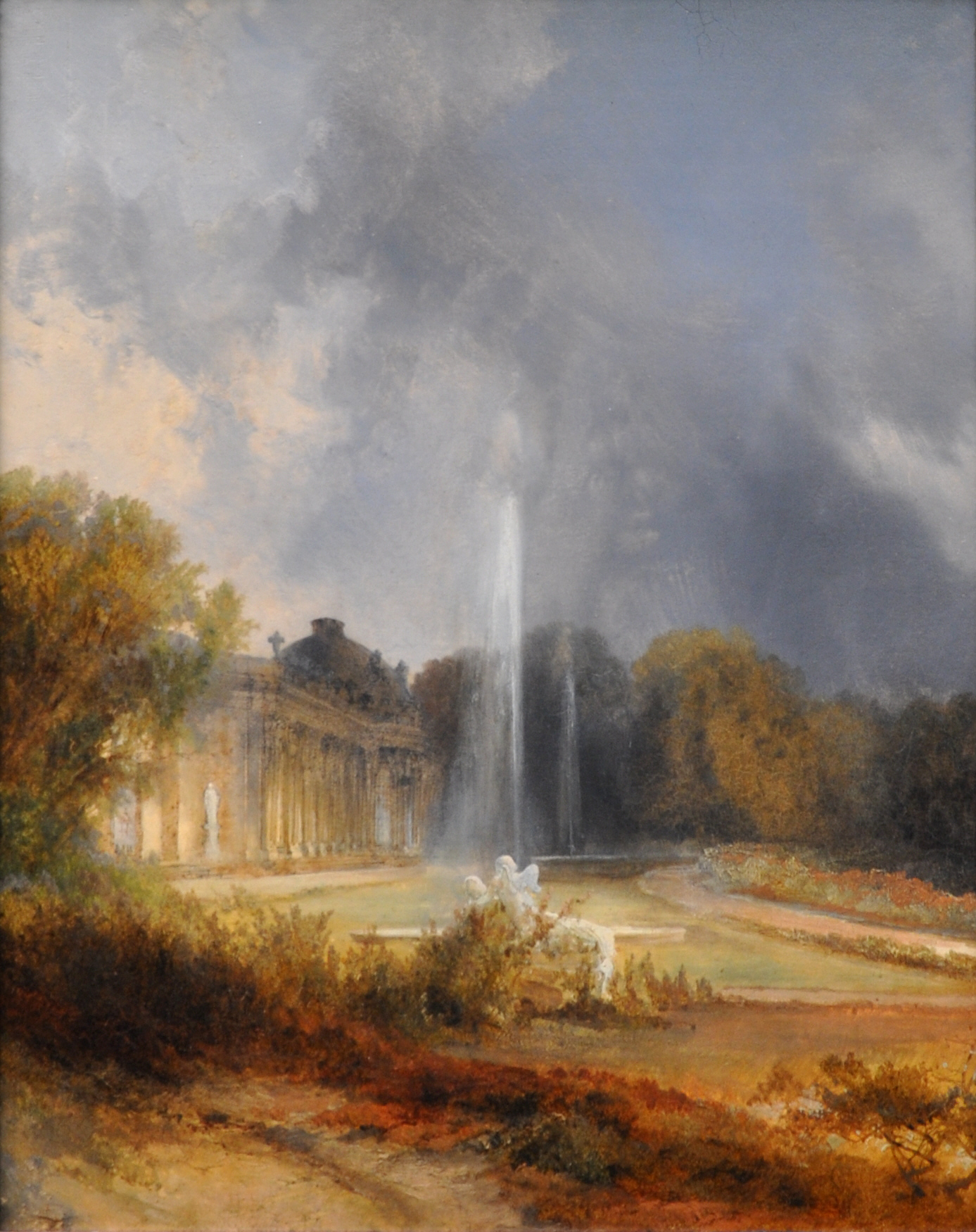
Carl Georg Anton Graeb: Sanssouci.

Carl Georg Anton Graeb, född den 18 mars 1816 i Berlin, död där den 8 april 1884, var en tysk målare. 
Graeb, som blev professor vid preussiska konstakademien 1855, gjorde sig ett namn genom interiörer (företrädesvis av gotiska kyrkor), vittnande om vetenskapliga arkitekturstudier och utmärkta av en poetisk-romantisk uppfattning. Hans mästerverk torde vara Det inre av synagogan i Prag (1876). Han ägnade sig även med framgång åt landskapsmålning samt utförde bland annat väggmålningar i Neues Museum i Berlin (i början av 1850-talet). Graeb är representerad i Berlins nationalgalleri. Hans son och lärjunge, Paul Graeb (1842–1892), var likaledes arkitektur- och landskapsmålare.